# أوليات الذنب
أوليات الذنب أو خيفانيَّات أو ذوات الذنب العجزى (بالإنجليزية: Protura)‏ هي رتبة حيوانية تتبع طائفة داخليات الفك من شعيبة سداسيات الأرجل.